# Schaarbeek
Schaarbeek (nl) o Schaerbeek (fr) és un dels 19 municipis de la Regió de Brussel·les-Capital.
Comptava, l'1 de juliol de 2005, amb 111 574 habitants per una superfície de 8,1 km², amb 13 775 habitants/km². Està situat al nord-est de l'aglomeració brussel·lesa.
Schaarbeek està compost per nombrosos barris sovint molt poblats i cosmopolites. Té alguns indrets remarcables com el parc Josaphat, la casa constitorial construït el 1887 per Jules-Jacques Van Ysendijck, l'església de la Mare de Déu, les Halles, la Maison des Arts, així com nombroses cases d'Art Nouveau i Art déco particularment ben conservades.
Limita amb els municipis de Brussel·les, Sint-Joost-ten-Node, Evere, Etterbeek i Sint-Lambrechts-Woluwe.

## Burgmestres de Schaarbeek
- 1803-1807: André Goossens (1772-1807)
- 1807-1808: Jean-Baptiste Masseaux (1773-1830)
- 1808-1823: Charles Van Bellinghem de Braneghem (1765-1846)
- 1824-1829: Joseph-Jean-Marie de Quertenmont (?-?)
- 1829-1835: Jean-François Herman (1783-1835)
- 1835-1844: Zénon Charliers d'Odomont (1783-1844)
- 1844-1852: Charles Van Hove (1787-1854)
- 1852-1860: Guillaume Geefs (1805-1883)
- 1861-1864: Victor Gendebien (1820-1896)
- 1864-1873: Eugène Dailly (1814-1873)
- 1873-1878: Guillaume Kennis (1839-1908)
- 1879-1891: Achille Colignon (1813-1891)
- 1891-1895: Ernest Laude (1829-1895)
- 1896-1903: Guillaume Kennis
- 1903-1909: Achille Huart-Hamoir (1841-1913)
- 1909-1921: Auguste Reyers (1843-1924)
- 1921-1927: Raymond Foucart (1872-1941)
- 1927-1938: Jean-Baptiste Meiser (1857-1940)
- 1938-1940: Fernand Blum (1885-1963)
- 1940-1947: Arthur Dejase (1876-1970)
- 1947-1963: Fernand Blum (1885-1963)
- 1963-1971: Gaston Williot (1905-1990)
- 1971-1989: Roger Nols (1922-2004)
- 1989-1992: Léon Weustenraad (1925-1993)
- 1992-2000: Francis Duriau (1934-)
- Des de 2001: Bernard Clerfayt (1961-)

## Personalitats culturals de Schaarbeek
- Jacques Brel (1929-1978), cantant
- Roger Camille, alias Kiko (1936-), músic
- Georges Eekhoud (1854-1927), escriptor
- Henri Evenepoel (1872-1899), pintor
- Michel de Ghelderode 1898-1962), autor i empleat reial a Schaerbeek de 1923 a 1946
- Frans Hemelsoet (1875-1947), arquitecte d'art nouveau
- Henri Jacobs (1864-1935), arquitecte d'art nouveau
- Hubert Krains (1862-1934), escriptor
- René Magritte (1898-1967)
- Marcel Mariën (1920-1993)
- Maurane (1960-), cantant
- Thomas Owen (1904-2002), autor fantàstic
- Henry Privat-Livemont (1861-1936), pintor d'art nouveau
- Jean Roba (1930-2006), músic, creador de Boule et Bill
- François Schuiten (1956-),
- Louis Scutenaire (1905-1987)
- Léon Smet (1908-1989), comediant
- Roger Somville (1923-), pintor
- Christophe Soumillon (1981-),
- Gustave Strauven (1878-1919), arquitecte d'art nouveau
- Georges Vandevoorde (1875-1964), escultor
- Jacques Van Herp (1923-2004), autor de ciència-ficció
- Eugène Verboeckoven (1798-1881), pintor
- Pierre François Riga (1831-1892), en aquesta ciutat hi mori aquest compositor.
- Max Morton (1943-2021) pintor anglès.